# Bryant (Illinois)
Pour les articles homonymes, voir Bryant.
Bryant est un village du comté de Fulton dans l'Illinois, aux États-Unis,. Situé au sud du comté de Fulton, il est incorporé le 19 juillet 1894.

## Démographie
Lors du recensement de 2010, le village comptait une population de 220 habitants. Elle est estimée, en 2016, à 214 habitants.

## Source de la traduction
- (en) Cet article est partiellement ou en totalité issu de l’article de Wikipédia en anglais intitulé « Bryant, Illinois » (voir la liste des auteurs).